# Jatropha inaequispina
Jatropha inaequispina är en törelväxtart som beskrevs av Mats Thulin. Jatropha inaequispina ingår i släktet Jatropha och familjen törelväxter. Inga underarter finns listade i Catalogue of Life.